# Defensa Txigorin
La defensa Txigorin és una obertura d'escacs que a diferència d'altres defenses jugades en resposta al gambit de dama comença amb els moviments:
1. d4 d5
2. c4 Cc6
L'obertura pren el nom del Gran Mestre rus Mikhaïl Txigorin. La defensa Txigorin viola uns quants dels principis clàssics: les negres no mantenen el peó central de d5, el peó de la columna c està bloquejat, i les negres han d'estar disposades a canviar un alfil per un cavall. Per contra, les negres obtenen un ràpid desenvolupament i una major pressió al centre.
Malgrat que canviïn les avaluacions de l'obertura depenent de les millores que trobi cada bàndol, la defensa Txigorin es considera generalment jugable per les negres i és força útil com una arma de sorpresa contra el gambit de dama. Aleksandr Morozévitx és potser l'únic Gran Mestre modern que jugava regularment a la defensa Txigorin, tot i que a la dècada del 1980, Vassili Smislov la va fer servir l'obertura contra Garri Kaspàrov. Morozévitx també va publicar un llibre sobre la defensa Txigorin, en el qual explica tant una part teòrica com una visió personal sobre l'obertura.

## Principals variants
|  |

La Defensa Txigorin està classificat amb el codi ECO D07. Com que la defensa Txigorin és una defensa poc usual, la teoria d'aquesta obertura no està tan desenvolupada com altres de més populars.
Després de 1.d4 d5 2.c4 Cc6 algunes de les variants més jugades són:

### 3.Cc3
- 3...Cf6 4.cxd5 Cxd5 5.e4 Cxc3 6.bxc3 e5 7.d5 Cb8 or 7.Cf3 exd4.
- 3...dxc4 (or Cf6) 4.Cf3 Cf6 (or dxc4) 5.e4 Ag4 6.Ae3 e6 7.Axc4 Ab4 és una posició que es veu sovint a la pràctica actual.

### 3.Cf3
- 3...Ag4 4.cxd5 Axf3 (vegeu el primer diagrama)
  - 5.gxf3 Dxd5 6.e3 i ara les negres tenen dues molt diferents però provades maneres de jugar: 6...e5 7.Cc3 Ab4 o 6...e6 7.Cc3 Dh5.
  - 5.dxc6 Axc6 6.Cc3 i les negres tenen ara dues bones opcions establertes com 6...Cf6 i 6...e6.
- 3...e6 és un moviment dolent.

### 3.cxd5 Dxd5
- 4.e3 e5 5.Cc3 Ab4 6.Ad2 Axc3 (vegeu el segon diagrama) 
  - 7.bxc3 i ara les principals jugades de les negres són 7...Cf6 i 7...Dd6.
  - 7.Axc3 ha rebut atencions considerables en anys recents i 7...exd4 8.Ce2 Cf6 9.Cxd4 0-0 sembla que s'hauria de considerar com l'opció més bona per a les negres, però la més senzilla 8...Ag4 és també jugada algunes vegades.
- 4. Cf3